# 武漢体育中心
武漢体育中心(ぶかんたいいくちゅうしん、簡体字中国語: 武汉体育中心、英: Wuhan Sports Centre)は、中華人民共和国の湖北省武漢市にある多目的スタジアムである。

## 概要

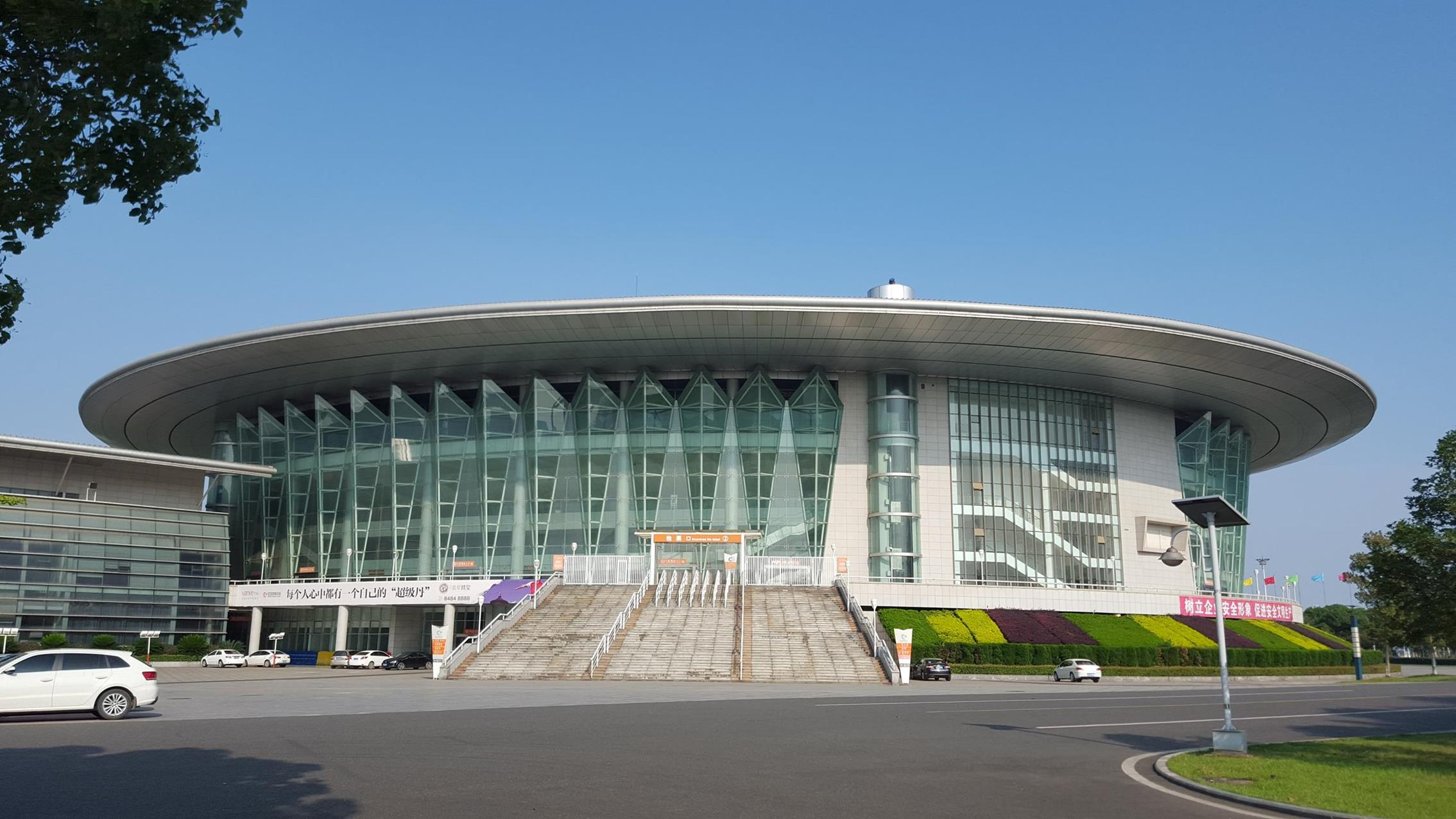
体育館

2002年に設立された。収容人数は60,000人、総敷地面積は80,445平方メートル。主にサッカーの試合に用いられる。陸上トラックとサッカーコートを有する体育中心体育場の他、13,000人を収容し室内競技全般に使用可能な総合体育館と、3,200人を収容し飛び込み台を有する屋内プールを完備する。
かつては中国サッカー・スーパーリーグに所属していた武漢光谷がホームスタジアムとして使用していた。2013年と2017年以降は武漢卓爾がホームスタジアムとして使用している。また、2007年には2007 FIFA女子ワールドカップの会場として、2015年にはアジア陸上競技選手権大会の会場として使用された。
2017年8月31日、2018 FIFAワールドカップ・アジア3次予選のサッカー中国代表戦の会場として利用された。
2019年には2019年FIBAバスケットボール・ワールドカップの会場の一つとなった。

## 交通アクセス
武漢地下鉄3号線・武漢地下鉄6号線の東風公司駅から徒歩5分程度。